# 卡恰瓦河
51°17′51″N 16°25′13″E / 51.2974°N 16.4202°E

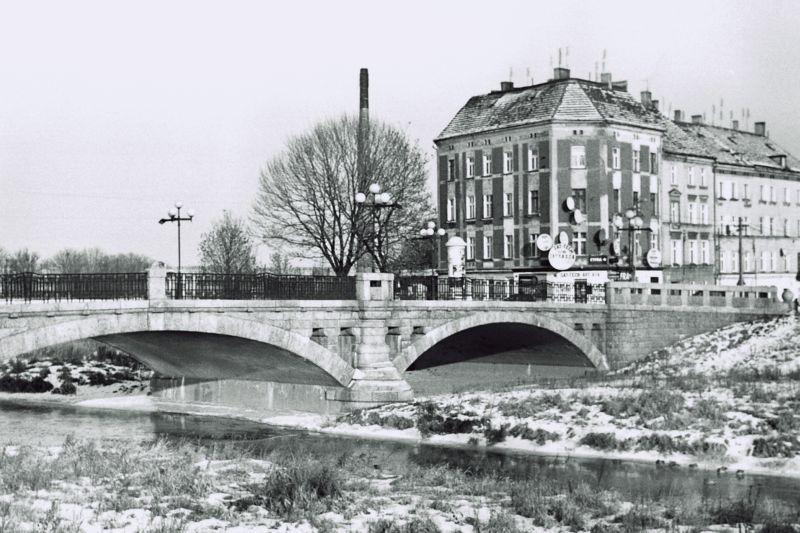

卡恰瓦河（波蘭語：Kaczawa）是波蘭的河流，位於該國西部，處於下西里西亞省，屬於奧得河的支流，河道全長98公里，流域面積2,500平方公里，河口處在普羅霍維采。